# Aksel Hansen (badmintonspiller)
 For alternative betydninger, se Aksel Hansen. (Se også artikler, som begynder med Aksel Hansen)
Aksel Hansen (født 11. maj 1907, død 1993) var en pioner inden for dansk badminton.
Sammen med sin bror, Hans Hansen, introducerede han badminton i Danmark. Dette fandt sted i 1925, hvor brødrene demonstrerede spillet i Skovshoved Idrætsforening. Efter tre års aktivitet og demonstrationer over det meste af Danmark, etablerede de den første internationale kontakt med det irske hold, The Strollers, med Hansen-brødrene på holdet. Dette førte til oprettelsen af flere badmintonklubber og grundlæggelsen af Dansk Badminton Forbund i 1930. Ved de første danske mesterskaber samme år vandt Aksel Hansen mixed double med Bodil Clausen og tilføjede senere to mesterskaber i herredouble med Bodil Clausens senere mand, Sven Strømann.
Aksel Hansen var desuden den første danske badmintonspiller, som, sammen med Ruth Frederiksen, blev udtaget til All England-turneringen i 1935, hvor han dog blev slået ud i første runde.
Efter en lang og aktiv karriere fortsatte Aksel Hansen sit lederskab både i sin klub, SIF, og inden for kreds og forbund. Han var æresmedlem af DBF, KBK og Danmarks Idrætsforbund og modtager af det internationale badminton forbunds ærestegn, Meritorious Service Order.